# Kaloula conjuncta
Kaloula conjuncta (tên tiếng Anh: Philippine Narrowmouth Toad) là một loài ếch trong họ Nhái bầu. Chúng là loài đặc hữu của Philippines.
Các môi trường sống tự nhiên của chúng là các khu rừng khô nhiệt đới hoặc cận nhiệt đới, rừng ẩm vùng đất thấp nhiệt đới hoặc cận nhiệt đới, vùng đất ẩm có cây bụi nhiệt đới hoặc cận nhiệt đới, đồng cỏ nhiệt đới hoặc cận nhiệt đới vùng ngập nước hoặc lụt theo mùa, sông, sông có nước theo mùa, hồ nước ngọt, hồ nước ngọt có nước theo mùa, đầm nước ngọt, đầm nước ngọt có nước theo mùa, đất canh tác, vùng đồng cỏ, các đồn điền, vườn nông thôn, các khu rừng trước đây bị suy thoái nặng nề, khu vực trữ nước, ao, đất có tưới tiêu, và đất nông nghiệp có lụt theo mùa. Loài này đang bị đe dọa do mất môi trường sống.